# Beneixama
Beneixama (spanisch Benejama) ist eine südostspanische Gemeinde (municipio) mit 1.679 Einwohnern (Stand: 2024) in der Provinz Alicante der Valencianischen Gemeinschaft.

## Geographie
Beneixama liegt am Fuße des Serra Mariola im Südosten Spaniens. Die Gemeinde befindet sich etwa 63 km nordnordwestlich von Alicante in einer Höhe von ca. 590 m.

## Bevölkerungsentwicklung
| Jahr      | 1900 | 1910 | 1920 | 1930 | 1940 | 1950 | 1960 | 1970 | 1981 | 1991 | 2001 | 2011 | 2021 |
| Einwohner | 2529 | 2622 | 2328 | 2197 | 2073 | 2183 | 2252 | 2078 | 1895 | 1819 | 1840 | 1817 | 1707 |

## Wirtschaft
Neben Wein wird auch Obst angebaut. Bekannt ist die Apfelsorte Roja de Beneixama. 

## Sehenswürdigkeiten

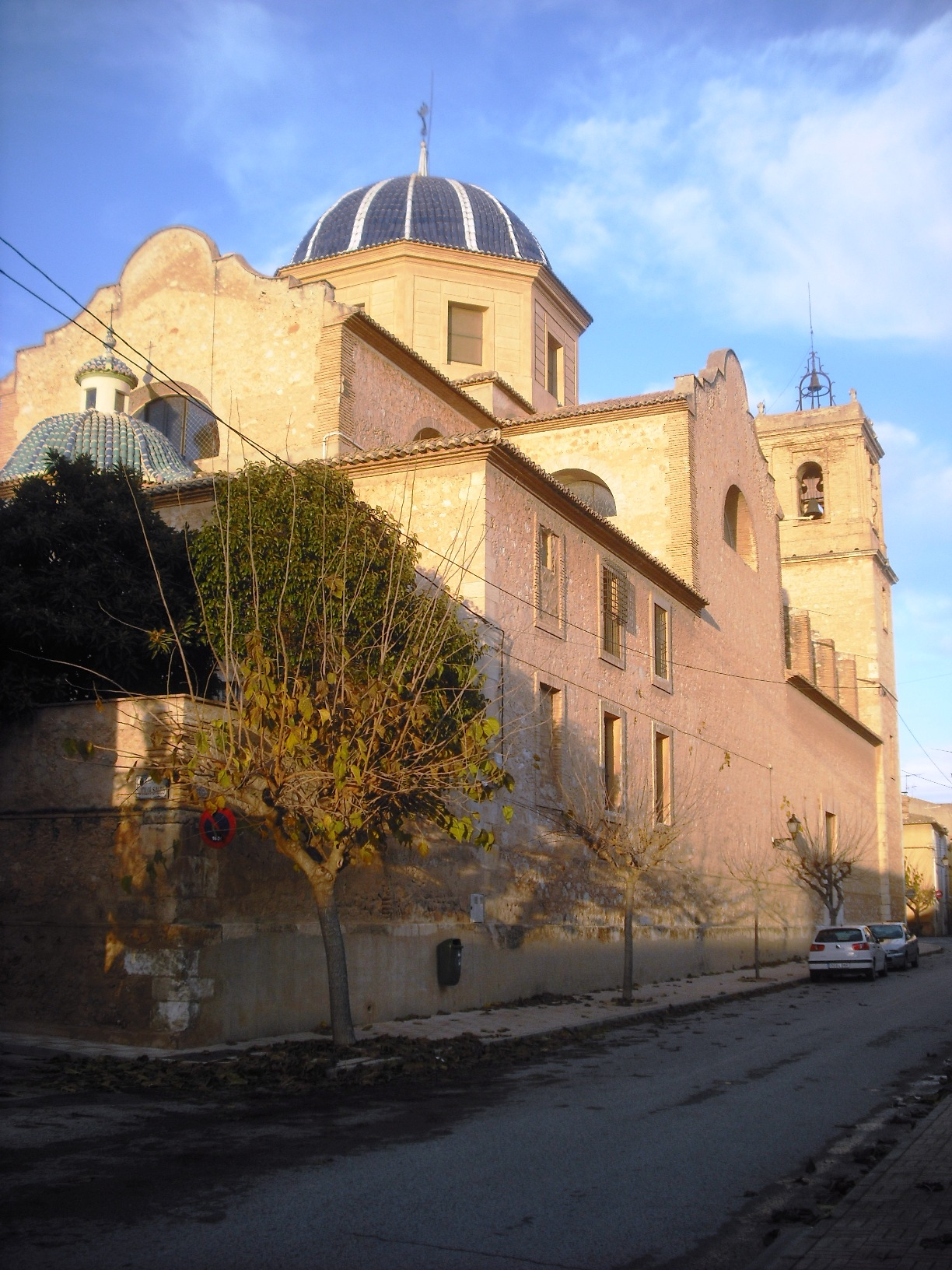
Johannes-der-Täufer-Kirche
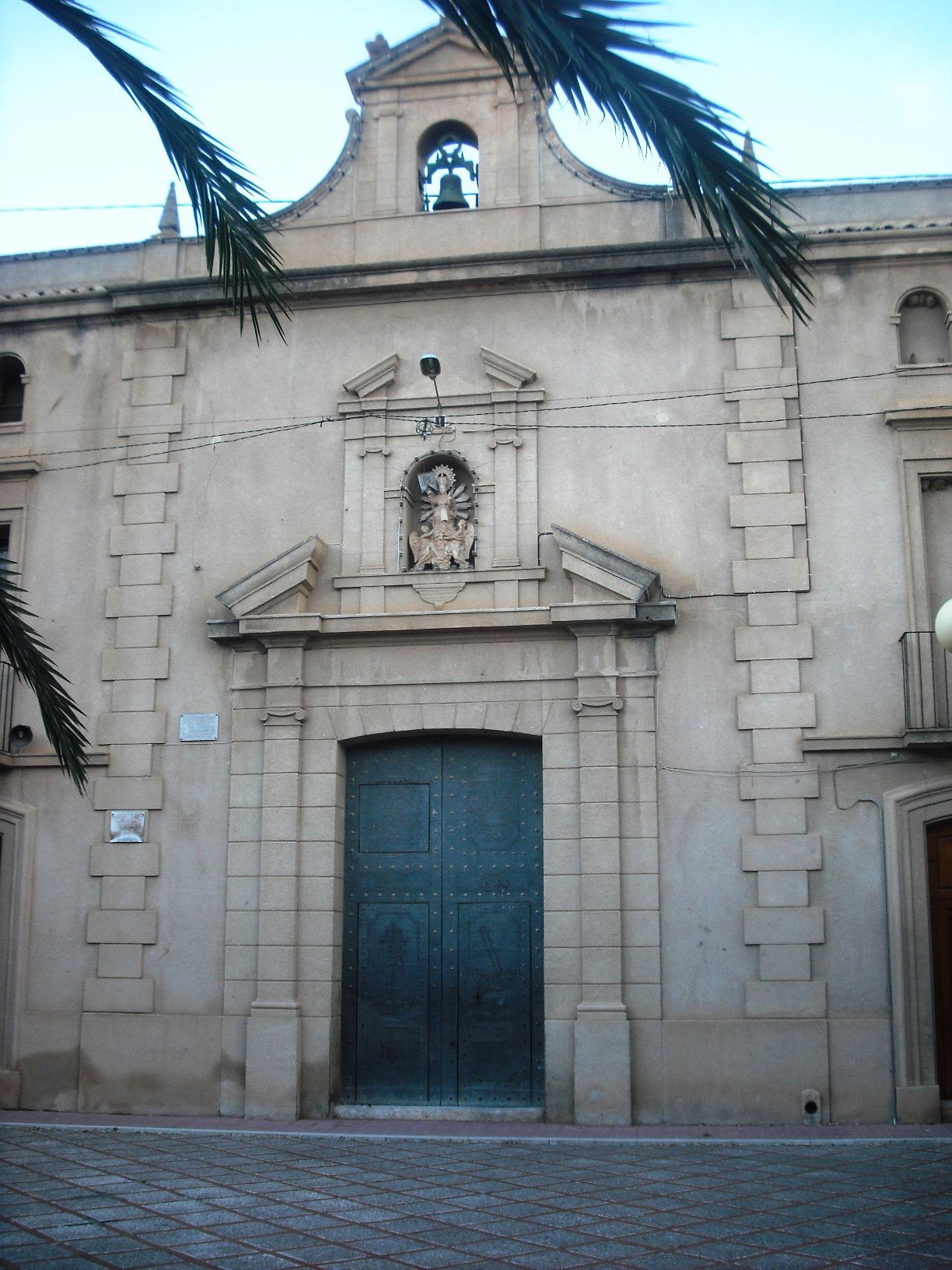
Marienkapelle
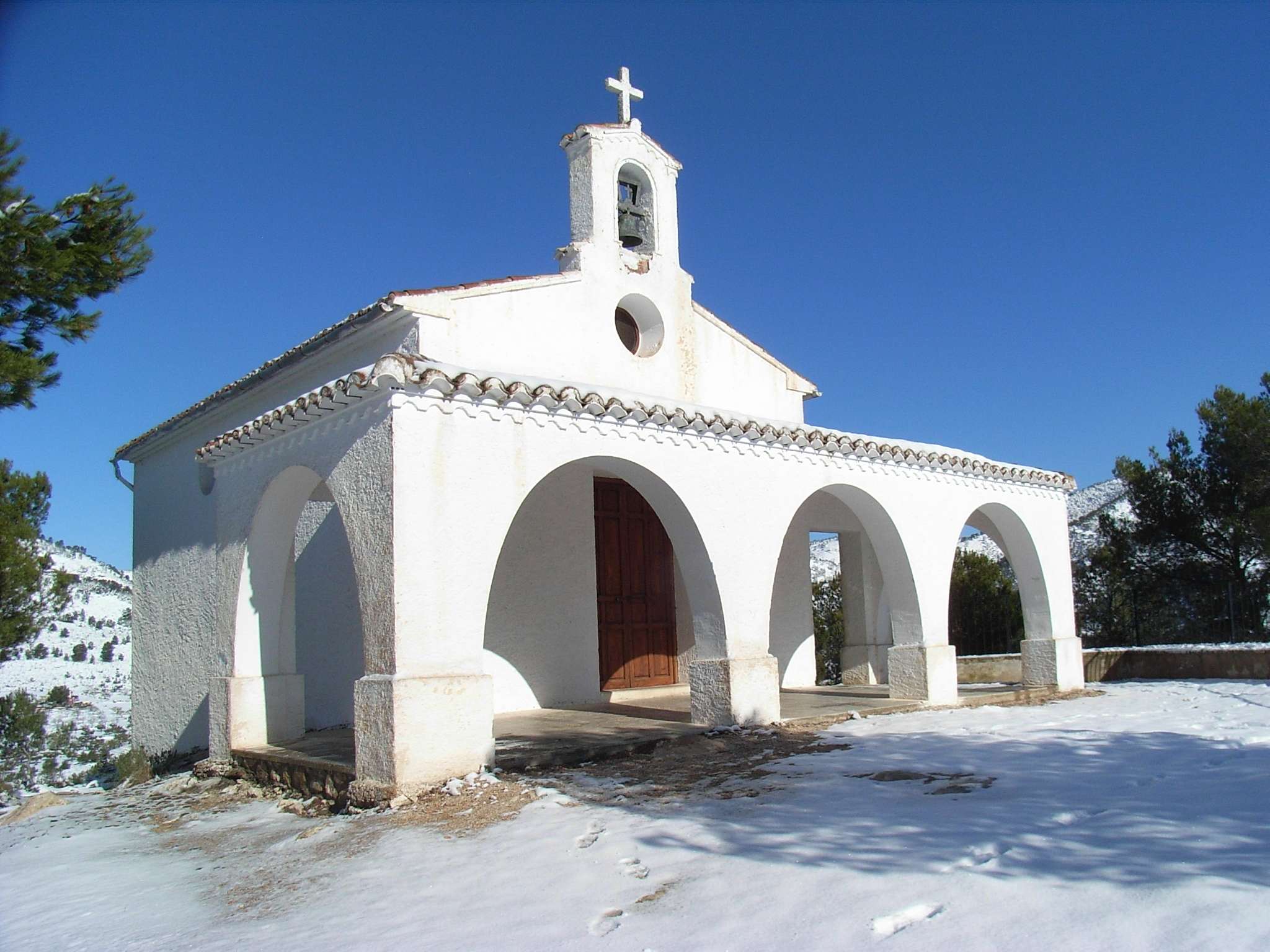
Isidorkapelle
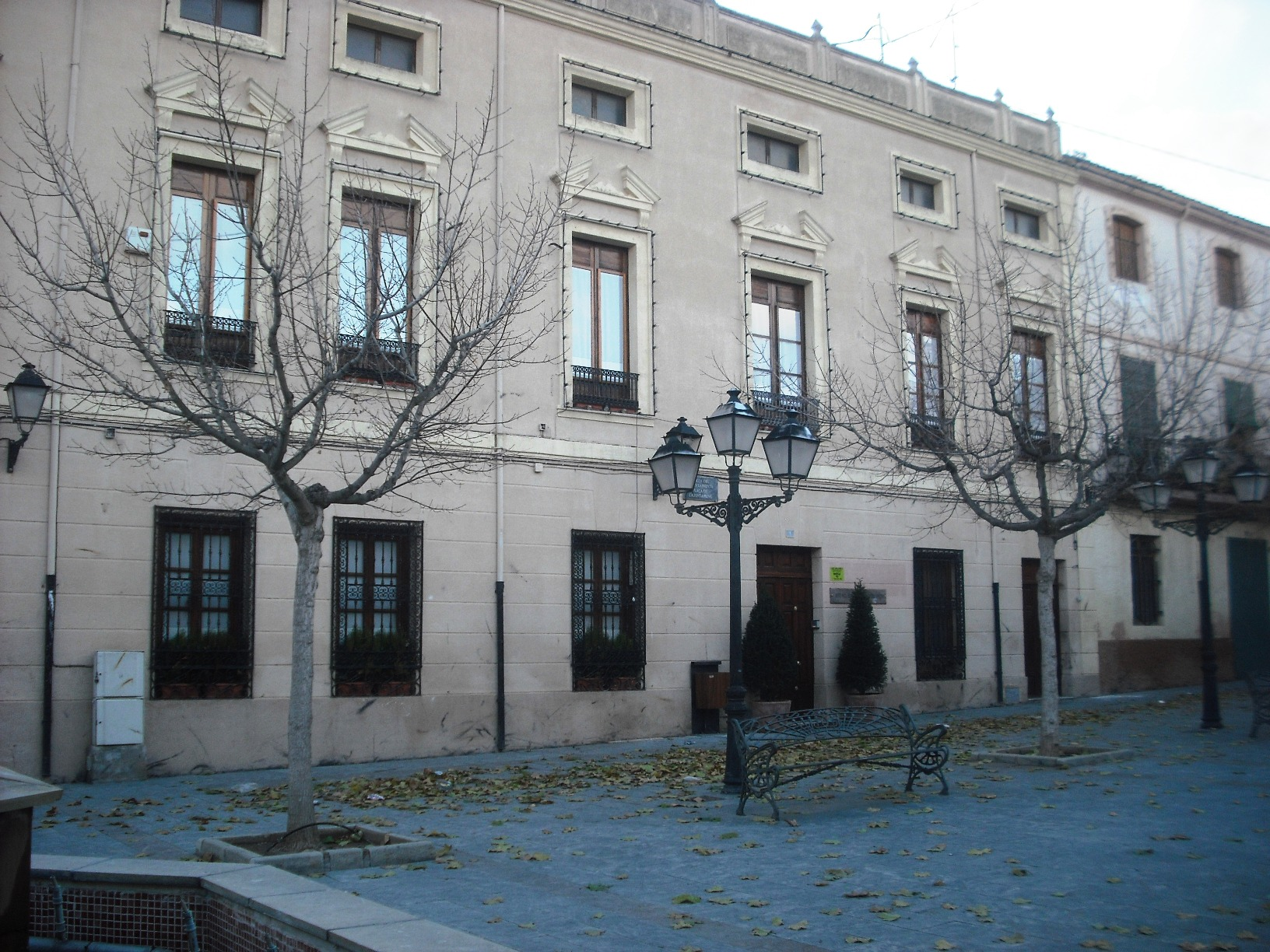
Rathaus
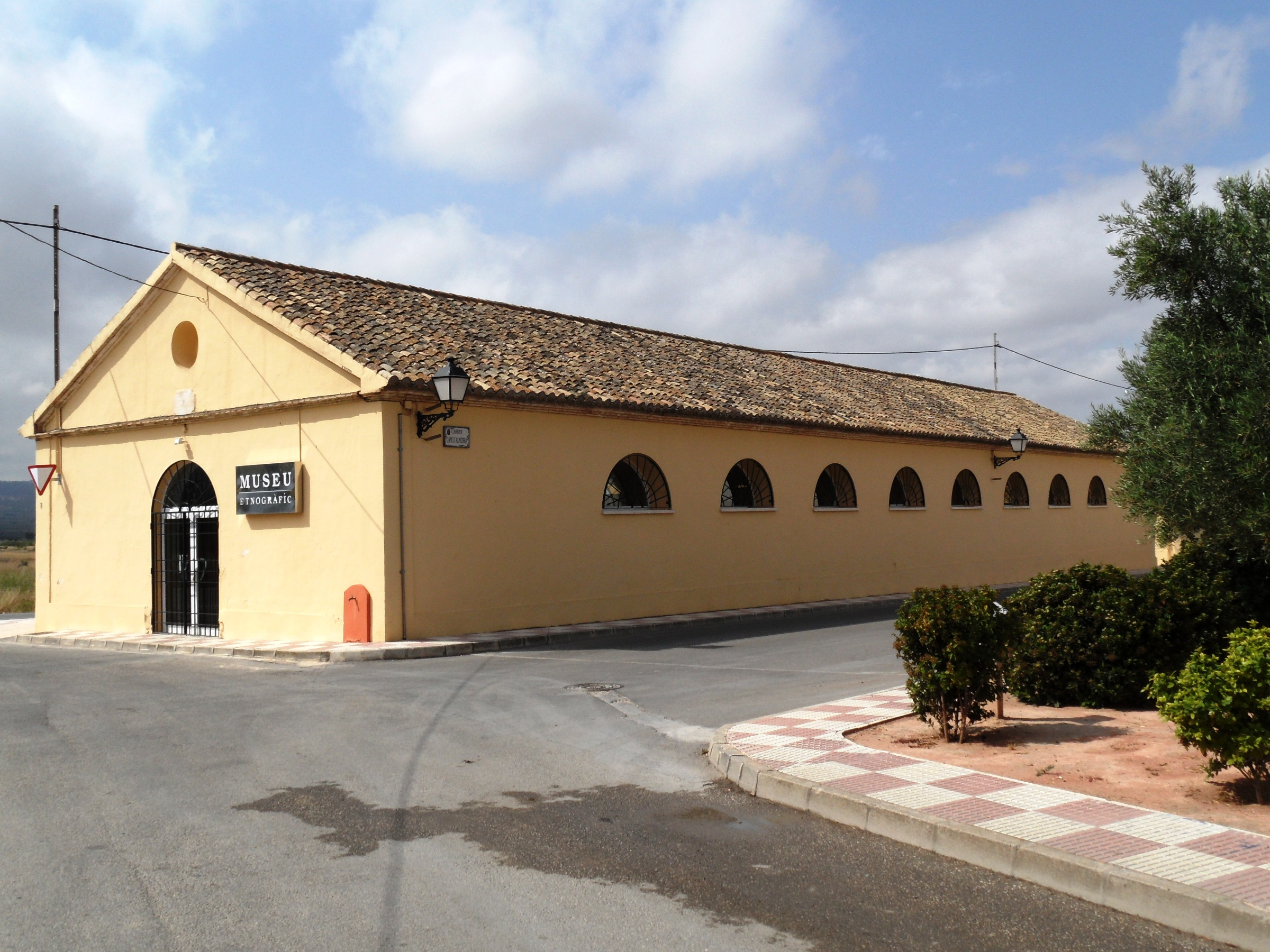
Heimatmuseum

- Johannes-der-Täufer-Kirche
- Marienkapelle
- Isidorkapelle
- Rathaus
- Heimatmuseum

## Persönlichkeiten
- Miguel Payá y Rico (1811–1891), Kardinal